# New South Wales Rugby League

Logo de la New South Wales Rugby League.

La New South Wales Rugby League (NSWRL) est l'instance gérant le rugby à XIII en Nouvelle-Galles du Sud (Australie). Elle est membre de l'Australian Rugby League. 

## Histoire
En 1905, au cours de leur première tournée en Grande-Bretagne, les All Blacks furent sensibilisés au cours de leur passage dans le nord de l'Angleterre, au rugby à XIII. Plus particulièrement un joueur, Georges Smith. Il fit part de ses impressions dès son retour dans son pays à plusieurs de ses amis et plus particulièrement à Albert-Henry Baskerville, un homme d'affaires.
Baskerville décida d'envoyer en 1907, une sélection de joueurs néo-zélandais, les All Golds, en Angleterre pour rencontrer les équipes du nord de l'Angleterre qui jouaient le nouveau code. Un concours de circonstance favorables allait ouvrir en même temps l'Australie à ce nouveau code du rugby.
En 1907, Alex Burdon, joueur de XV de l'équipe d'Australie, se brisa la clavicule au cours d'une rencontre contre la Nouvelle-Zélande. Dans une indifférence totale, il ne reçut aucune aide pour les soins nécessaires et pour le remboursement de certains frais occasionnés par sa blessure.
L'opinion publique australienne, sensibilisée par ce fait, et les plus grands sportifs du moment prirent fait et cause pour lui : Victor Trumper, un grand joueur de cricket, Jim Giltinam, joueur de rugby, ami de Georges Smith et Dally Messenger, un célèbre joueur australien de rugby.
Ils firent des propositions aux néo-zélandais pour qu'ils acceptent de jouer sous les règles du nouveau code, quelques rencontres en Australie, sur leur route pour l'Angleterre.
Les néo-zélandais accepteront de jouer à Sydney trois rencontres contre des équipes australiennes. Le premier match a eu lieu le 17 août 1907 et opposait la Nouvelle-Galles du Sud à la Nouvelle-Zélande (8-12). Dally Messenger, brillant au cours de ces rencontres, fut invité à participer à la tournée des All-Golds. 
Le 8 août 1908, au Bateman's Crystal Hotel de Sydney, Giltinan, Burdon et Trumper créent la NSWRL, pour organiser le rugby professionnel en Australie. Les affiliations se succédèrent à une cadence soutenue. Albert Rosenfeld, Peter Moir, parmi les joueurs les plus connus, rejoignirent Dally Messenger.
Le championnat de Sydney a commencé le 20 avril 1908, 9 équipes y participaient :
- Balmain Tigers
- Cumberland
- Eastern Suburbs
- Glebe
- Newcastle Rebels
- Newtown Jets
- North Sydney Bears
- Western Suburbs Magpies
- South Sydney Rabbitohs

Jusqu'en 1994, la NSWRL administrait le NSWRL Premiership, qui était le plus important championnat de rugby à XIII en Australie. À partir de 1995, avec l'importante expansion de l'ancien championnat de Sydney, à des clubs d'autres États, le championnat fut géré par l'ARL.
Aujourd'hui, la NSWRL s'occupe des New South Wales Blues et des championnats mineurs comme la Jim Beam Cup ou la NSW Premier League.

## Palmarès du NSWRL Premiership (1908-1994)
Entre 1912 et 1925, il y avait une finale seulement si elle opposait les deux premiers de la saison régulière. En 1909, Balmain déclare forfait pour protester à l'organisation, en ouverture de la finale, d'un match entre les Kangaroos et les Wallabies. En 1937, les play-offs n'ont pas lieu à cause d'une tournée des Kangourous.
| Années | Champions            | score      | Finalistes           | Premiers de la saison régulière |
| 1908   | South Sydney         | 14-12      | Eastern Suburbs      | South Sydney                    |
| 1909   | South Sydney         | forfait    | Balmain              | South Sydney                    |
| 1910   | Newtown              | 4-4        | South Sydney         | Newtown                         |
| 1911   | Eastern Suburbs      | 11-8       | Glebe                | Eastern Suburbs                 |
| 1912   | Eastern Suburbs      |            |                      | Eastern Suburbs                 |
| 1913   | Eastern Suburbs      |            |                      | Eastern Suburbs                 |
| 1914   | South Sydney         |            |                      | South Sydney                    |
| 1915   | Balmain              |            |                      | Balmain                         |
| 1916   | Balmain              | 5-3        | South Sydney         | Balmain                         |
| 1917   | Balmain              |            |                      | Balmain                         |
| 1918   | South Sydney         |            |                      | South Sydney                    |
| 1919   | Balmain              |            |                      | Balmain                         |
| 1920   | Balmain              |            |                      | Balmain                         |
| 1921   | North Sydney         |            |                      | North Sydney                    |
| 1922   | North Sydney         | 35-3       | Glebe                | North Sydney                    |
| 1923   | Eastern Suburbs      | 15-12      | South Sydney         | Eastern Suburbs                 |
| 1924   | Balmain              | 5-0        | South Sydney         | Balmain                         |
| 1925   | South Sydney         |            |                      | South Sydney                    |
| 1926   | South Sydney         | 11-5       | University           | South Sydney                    |
| 1927   | South Sydney         | 20-11      | Saint George         | South Sydney                    |
| 1928   | South Sydney         | 26-5       | Eastern Suburbs      | South Sydney                    |
| 1929   | South Sydney         | 30-10      | Newtown              | South Sydney                    |
| 1930   | Western Suburbs      | 27-2       | Saint George         | Western Suburbs                 |
| 1931   | South Sydney         | 12-7       | Eastern Suburbs      | Eastern Suburbs                 |
| 1932   | South Sydney         | 19-12      | Western Suburbs      | South Sydney                    |
| 1933   | Newtown              | 18-5       | Western Suburbs      | Newtown                         |
| 1934   | Western Suburbs      | 15-2       | Eastern Suburbs      | Eastern Suburbs                 |
| 1935   | Eastern Suburbs      | 19-3       | South Sydney         | Eastern Suburbs                 |
| 1936   | Eastern Suburbs      | 32-12      | Balmain              | Eastern Suburbs                 |
| 1937   | Eastern Suburbs      |            |                      | Eastern Suburbs                 |
| 1938   | Canterbury-Bankstown | 19-6       | Eastern Suburbs      | Canterbury-Bankstown            |
| 1939   | Balmain              | 33-4       | South Sydney         | Balmain                         |
| 1940   | Eastern Suburbs      | 24-14      | Canterbury-Bankstown | Eastern Suburbs                 |
| 1941   | Saint George         | 31-14      | Eastern Suburbs      | Eastern Suburbs                 |
| 1942   | Canterbury-Bankstown | 11-9       | Saint George         | Canterbury-Bankstown            |
| 1943   | Newtown              | 34-7       | North Sydney         | Newtown                         |
| 1944   | Balmain              | 12-8       | Newtown              | Newtown                         |
| 1945   | Eastern Suburbs      | 22-8       | Balmain              | Eastern Suburbs                 |
| 1946   | Balmain              | 13-12      | Saint George         | Saint George                    |
| 1947   | Balmain              | 13-9       | Canterbury-Bankstown | Canterbury-Bankstown            |
| 1948   | Western Suburbs      | 8-5        | Balmain              | Western Suburbs                 |
| 1949   | Saint George         | 19-12      | South Sydney         | South Sydney                    |
| 1950   | South Sydney         | 21-15      | Western Suburbs      | South Sydney                    |
| 1951   | South Sydney         | 42-14      | Manly-Warringah      | South Sydney                    |
| 1952   | Western Suburbs      | 22-12      | South Sydney         | Western Suburbs                 |
| 1953   | South Sydney         | 31-12      | Saint George         | South Sydney                    |
| 1954   | South Sydney         | 23-15      | Newtown              | Newtown                         |
| 1955   | South Sydney         | 12-11      | Newtown              | Newtown                         |
| 1956   | Saint George         | 18-12      | Balmain              | Saint George                    |
| 1957   | Saint George         | 31-9       | Manly-Warringah      | Saint George                    |
| 1958   | Saint George         | 20-9       | Western Suburbs      | Saint George                    |
| 1959   | Saint George         | 20-0       | Manly-Warringah      | Saint George                    |
| 1960   | Saint George         | 31-6       | Eastern Suburbs      | Saint George                    |
| 1961   | Saint George         | 22-0       | Western Suburbs      | Western Suburbs                 |
| 1962   | Saint George         | 9-6        | Western Suburbs      | Saint George                    |
| 1963   | Saint George         | 8-3        | Western Suburbs      | Saint George                    |
| 1964   | Saint George         | 11-6       | Balmain              | Saint George                    |
| 1965   | Saint George         | 12-8       | South Sydney         | Saint George                    |
| 1966   | Saint George         | 23-4       | Balmain              | Saint George                    |
| 1967   | South Sydney         | 12-10      | Canterbury-Bankstown | Saint George                    |
| 1968   | South Sydney         | 13-9       | Manly-Warringah      | South Sydney                    |
| 1969   | Balmain              | 11-2       | South Sydney         | South Sydney                    |
| 1970   | South Sydney         | 23-12      | Manly-Warringah      | South Sydney                    |
| 1971   | South Sydney         | 16-10      | Saint George         | Manly-Warringah                 |
| 1972   | Manly-Warringah      | 19-14      | Eastern Suburbs      | Manly-Warringah                 |
| 1973   | Manly-Warringah      | 10-7       | Cronulla-Sutherland  | Manly-Warringah                 |
| 1974   | Eastern Suburbs      | 19-4       | Canterbury-Bankstown | Eastern Suburbs                 |
| 1975   | Eastern Suburbs      | 38-0       | Saint George         | Eastern Suburbs                 |
| 1976   | Manly-Warringah      | 13-10      | Parramatta           | Manly-Warringah                 |
| 1977   | Saint George         | 9-9 22-0   | Parramatta           | Parramatta                      |
| 1978   | Manly-Warringah      | 11-11 16-0 | Cronulla-Sutherland  | Western Suburbs                 |
| 1979   | Saint George         | 17-13      | Canterbury-Bankstown | Saint George                    |
| 1980   | Canterbury-Bankstown | 18-4       | Eastern Suburbs      | Eastern Suburbs                 |
| 1981   | Parramatta           | 20-11      | Newtown              | Eastern Suburbs                 |
| 1982   | Parramatta           | 21-8       | Manly-Warringah      | Parramatta                      |
| 1983   | Parramatta           | 18-6       | Manly-Warringah      | Manly-Warringah                 |
| 1984   | Canterbury-Bankstown | 6-4        | Parramatta           | Canterbury-Bankstown            |
| 1985   | Canterbury-Bankstown | 7-6        | Saint George         | Saint George                    |
| 1986   | Parramatta           | 4-2        | Canterbury-Bankstown | Parramatta                      |
| 1987   | Manly-Warringah      | 18-8       | Canberra             | Manly-Warringah                 |
| 1988   | Canterbury-Bankstown | 24-12      | Balmain              | Cronulla-Sutherland             |
| 1989   | Canberra             | 19-14      | Balmain              | South Sydney                    |
| 1990   | Canberra             | 18-14      | Penrith              | Canberra                        |
| 1991   | Penrith              | 19-12      | Canberra             | Penrith                         |
| 1992   | Brisbane             | 28-8       | Saint George         | Brisbane                        |
| 1993   | Brisbane             | 14-6       | Saint George         | Canterbury-Bankstown            |
| 1994   | Canberra             | 36-12      | Canterbury-Bankstown | Canterbury-Bankstown            |